# Daʿwa
La daʿwa (in arabo دعوة‎?) è l'azione di proselitismo dell'Islam.
Il vocabolo arabo significa letteralmente "richiamo, appello, propaganda". "Invitare il prossimo all'Islam" è considerato un dovere dai musulmani. Daʿwa è talora riferito all'azione di "predicare l'Islam". Un musulmano che pratica la daʿwa, che sia o meno un "uomo di religione", è chiamato dāʿī (plurale duʿāt, دعاة).

Un dāʿī è così un uomo che invita la gente ad abbracciare l'Islam attraverso un metodo dialogico, e in certi casi può essere tradotto col termine "missionario".
Il termine è stato storicamente impiegato in ogni occasione in cui, in ambito islamico, s'intendeva far prevalere una specifica visione ideologica e politica dell'Islam. Per questo si parla normalmente di daʿwa abbaside, organizzata per abbattere il potere omayyade, a torto o a ragione giudicato dai suoi avversari come "usurpatore", ma anche e di daʿwa ismailita-fatimide per far trionfare, per converso, a partire dal X secolo, la causa di quella particolare forma di Sciismo a tutto detrimento del potere abbaside.

## Primo Islam
Nel (Corano), il termine daʿwa ha altri significati. Nella Sūra XXX, indica il richiamo rivolto a un morto di risorgere dalla sua tomba nel Giorno del Giudizio. Quando è usato nel Corano, in genere si riferisce a un pressante invito di Allah a vivere secondo la Sua volontà. Di conseguenza, quando usato nei primi secoli dell'Islam, progressivamente il termine tende a identificarsi col contenuto di quell'invito e diventa di conseguenza un sinonimo di sharīʿa (legge divina) e dīn (modo di vivere, religione in senso ampio). È anche impiegato per definire il dovere di "incoraggiare attivamente i fedeli musulmani a perseguire una profonda pietas in ogni aspetto della vita": una definizione che attualmente è diventata centrale nel pensiero islamico contemporaneo.

## Fini delladaʿwa

### Invito
Nella teologia islamica, il fine della daʿwa è quello d'invitare la gente, musulmani e non-musulmani, ad adorare Allah come specificato nel Corano, come pure a informare l'umanità dell'azione del profeta Maometto. Se diretto a non-musulmani, tutto ciò consiste nello spiegare l'Islam attraverso azioni, dibattiti e dialogo.

### Rafforzamento della Umma
Un altro obiettivo della daʿwa è quello di rafforzare la Comunità islamica, o Umma. A tal fine è fortemente incoraggiato essere puntuali osservanti delle disposizioni di Allah e di aumentare il livello della propria pietà islamica. Ciò comporta una precisa azione svolta nei confronti di quelle persone che vivono ai margini della fede islamica e che ne pratichino svogliatamente i rituali ma che siano disponibili e correggere questa loro tiepidezza.

### Obbligatorietà al fine di evitare conflitti
Il ḥadīth inserito nel Ṣaḥīḥ di Muslim  indica che la daʿwa è il primo dei tre passi da intraprendere per evitare un conflitto armato coi politeisti, considerati nemici irrecuperabili. L'imposizione fiscale e la violenza sono i due successivi passi previsti .